# El ascenso de Endymion
El ascenso de Endymion es una novela de Dan Simmons publicada en septiembre de 1997. Es la cuarta y última parte de los llamados Cantos de Hyperion; centrada alrededor de las vidas de dos personajes principales: Aenea y Raul Endymion. fue nominada para el British Fantasy Award de 1997 y el premio Hugo de 1998 por mejor novela.

## Sinopsis
El ascenso de Endymion es la continuación directa de la novela de Dan Simmons Endymion perteneciente al género de la ópera espacial. Narra las peripecias de Aenea, también llamada "La que Enseña", para huir del brazo militar de la Iglesia Católica llamado “Pax”. El antiguo régimen de la Red de Mundos de la Hegemonía del Hombre fue sustituido por una teocracia y la Iglesia, en su afán de mantener el poder, se ha unido al Tecnonúcleo de inteligencias artificiales en secreto. Esta traición hacia toda la humanidad es del conocimiento de Aenea; agentes de Pax cazarán a Aenea por distintos mundos de la antigua Red para acallarla.